# Jack Nicholson
John Joseph (Jack) Nicholson (Neptune City (New Jersey), 22 april 1937) is een gepensioneerd Amerikaans filmacteur die bekendstaat om zijn karikaturale verschijning en zijn kenmerkende grijns. Hij won in zijn carrière meer dan zestig filmprijzen, waaronder drie Oscars, drie BAFTA Awards en zeven Golden Globes.
Hij is een van de drie acteurs die een Oscarnominatie kregen in vijf decennia. De anderen zijn Michael Caine en Paul Newman.

## Biografie
Nicholson is geboren in Neptune City, in de Amerikaanse staat New Jersey. Zijn jeugd was allesbehalve gemakkelijk. Zijn moeder raakte zwanger op haar zeventiende na een affaire met een getrouwde man. Nicholson werd opgevoed door zijn grootouders. Zij lieten hem in de waan dat ze zijn ouders waren; zijn echte moeder deed zich voor als zijn zus. Zijn grootvader was een alcoholist. Pas in 1974 kreeg Jack Nicholson het ware verhaal over zijn gezinssituatie te horen van een verslaggever van het tijdschrift Time Magazine. Zijn moeder en grootmoeder waren toen al overleden.
Na de middelbare school ging hij bij de tekenfilmafdeling van MGM Studios aan de slag als loopjongen. Daar kwam hij in contact met regisseur Roger Corman, die hem enkele kleine rollen gaf in zijn films. Zijn eerste filmrol kreeg hij in de film The Cry Baby Killer (1958). Omdat zijn acteerloopbaan in het begin maar niet van de grond leek te komen, probeerde Nicholson zich in de jaren zestig enige tijd te profileren als schrijver en regisseur. Dit leidde onder meer tot de film The Trip (1967), waarvan Nicholson het scenario schreef, gebaseerd op zijn eigen ervaringen met lsd. De film werd een bescheiden succes, mede doordat Peter Fonda de hoofdrol speelde, en gaf Nicholson zijn eerste naamsbekendheid in de filmwereld. Hij brak uiteindelijk door met een bijrol in de film Easy Rider (1969). Voor die rol kreeg hij meteen een Oscarnominatie. Zes jaar later won hij een eerste Oscar voor zijn rol in de film One Flew Over the Cuckoo's Nest (1975). Ook speelde hij in de jaren zeventig in films als Carnal Knowledge, Chinatown en Tommy.
Veel mensen herinneren hem zich tot op vandaag vanwege zijn hoofdrol als de gespleten schrijver Jack Torrance in de film The Shining (1980) van Stanley Kubrick. Vanaf dat ogenblik boekte Nicholson het ene succes na het andere met films als Terms of Endearment (1983) of Prizzi's Honor (1985).
Dankzij zijn succes kon hij hogere eisen stellen. Voor de rol van The Joker in de film Batman (1989) vroeg hij een percentage van de verkoopopbrengsten. De verkoop was een groot succes en leverde Jack Nicholson meer dan 50 miljoen dollar op.
Nicholson is twaalf keer genomineerd voor een Oscar voor beste acteur of beste mannelijke bijrol, onder meer voor kolonel Jessep in A few good men. Drie keer kreeg hij daadwerkelijk een Oscar. Twee keer voor beste acteur in de films One Flew Over the Cuckoo's Nest (1975) en As Good as It Gets (1997) en één keer voor beste mannelijke bijrol in de film Terms of Endearment (1983). Hij heeft bovendien zeven Golden Globes gewonnen.
Nicholson had een langdurige relatie met actrice Anjelica Huston, met wie hij van 1973 tot 1989 samenwoonde.

## Tv-carrière
- The Andy Griffith Show - Marvin Jenkins (Afl., Aunt Bee, the Juror, 1967)
- The Guns of Will Sonnett - Tom Murdoch (Afl., A Son for a Son, 1967)
- The Andy Griffith Show - Mr. Garland (Afl., Opie Finds a Baby, 1966)
- Voyage to the Bottom of the Sea - Crewman (Afl., The Lost Bomb, 1966, niet op aftiteling)
- Dr. Kildare - Jaime Angel (Afl., Out of a Concrete Tower, 1966|The Taste of Crow, 1966|What Happenened to All the Sunshine and Roses?, 1966|A Patient Lost, 1966)
- Hawaiian Eye - Tony Morgan (Afl., Total Eclipse, 1962)
- Bronco - Bob Doolin (Afl., The Equalizer, 1961)
- Sea Hunt - Rol onbekend (Afl., Round Up, 1961)
- Tales of Wells Fargo - Tom Washburn (Afl., That Washburn Girl, 1961)
- The Barbara Stanwyck Show - Rol onbekend (Afl., The Mink Coat, 1960)
- Mr. Lucky - Martin (Afl., Operation Fortuna, 1960)